# Сабетта (порт)
Порт Сабетта — арктический морской порт на западном берегу Обской губы Карского моря. Находится на восточном берегу полуострова Ямал в районе посёлка Сабетта.
Предназначен для транспортировки сжиженного природного газа и обеспечения круглогодичной навигации по Северному морскому пути.
Строительство началось в 2012 году. Первые грузовые суда порт принял в 2013 году. С 2018 года порт является вторым по грузообороту в российской Арктике — после Мурманска.

## Характеристика порта
Основные параметры:
- подходной канал длиной 6 км, шириной 495 м, глубиной 15,1 м;
- морской канал длиной 49 км, шириной 295 м, глубиной 15,1 м;
- акватория порта глубиной 15,2 м.

Общий объём дноуглубительных работ составил 70 млн м³.
В 2012—2013 годах был создан технологический канал длиной 3,9 км, шириной 240 м, глубиной 12,4 м и акватории вспомогательных причалов, что позволило начать доставку оборудования и материалов к месту строительства порта.
В 2015 году на западном побережье Гыданского полуострова для порта был выделен дополнительный участок под причал, предназначенный для приёма строительных грузов и грузов снабжения, необходимых для Салмановского (Утреннего) нефтегазоконденсатного месторождения.

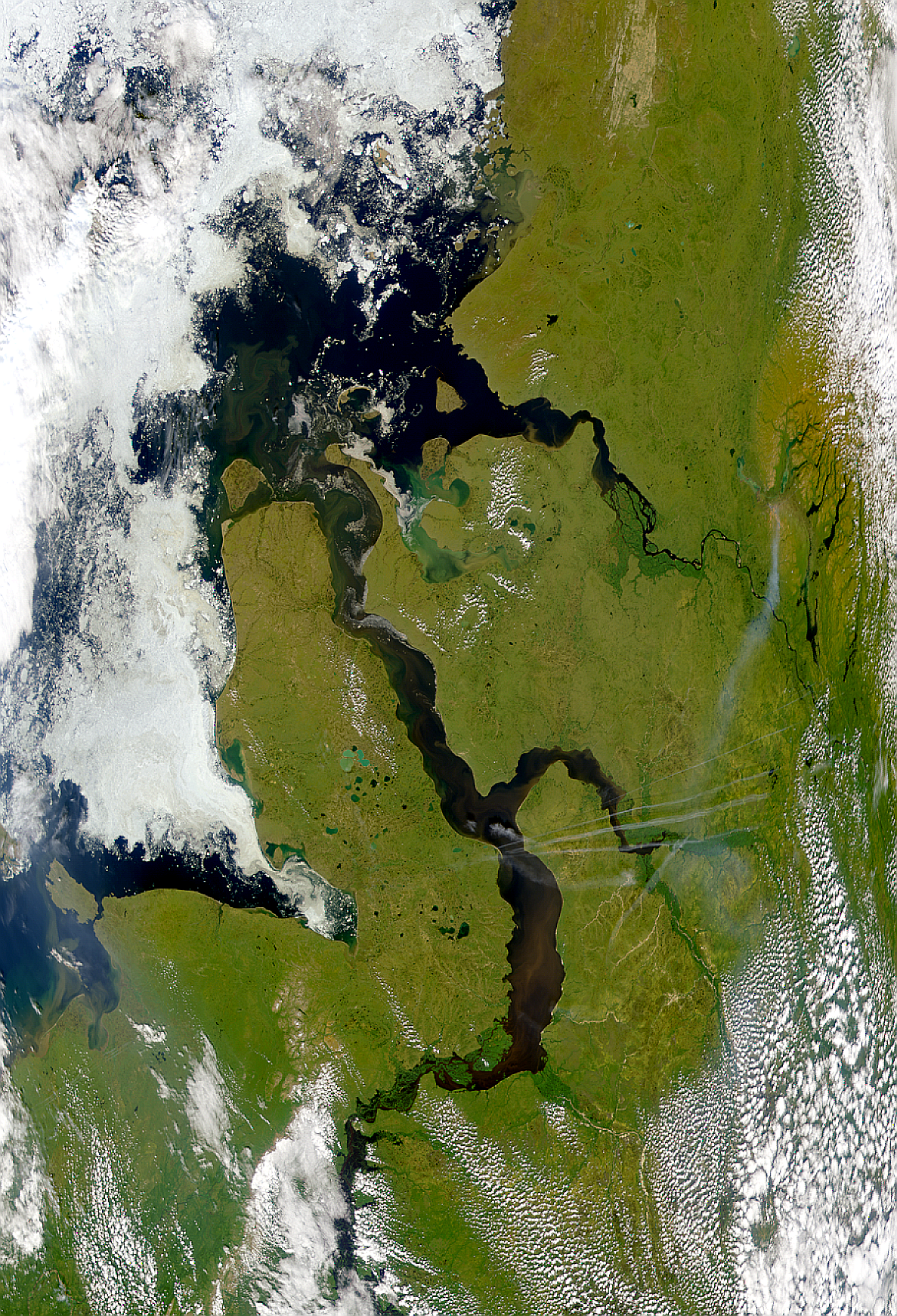
7 августа 1999
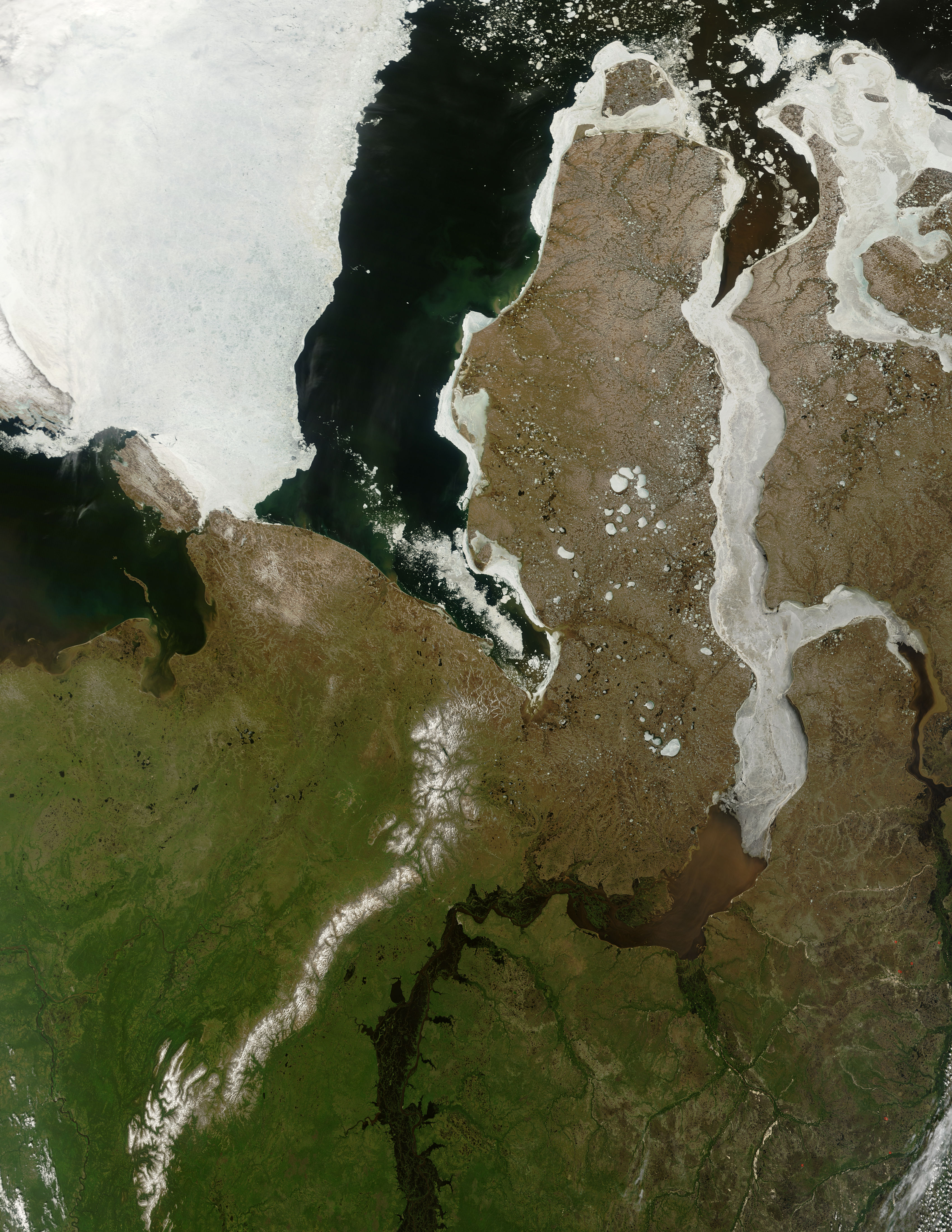
29 июня 2007
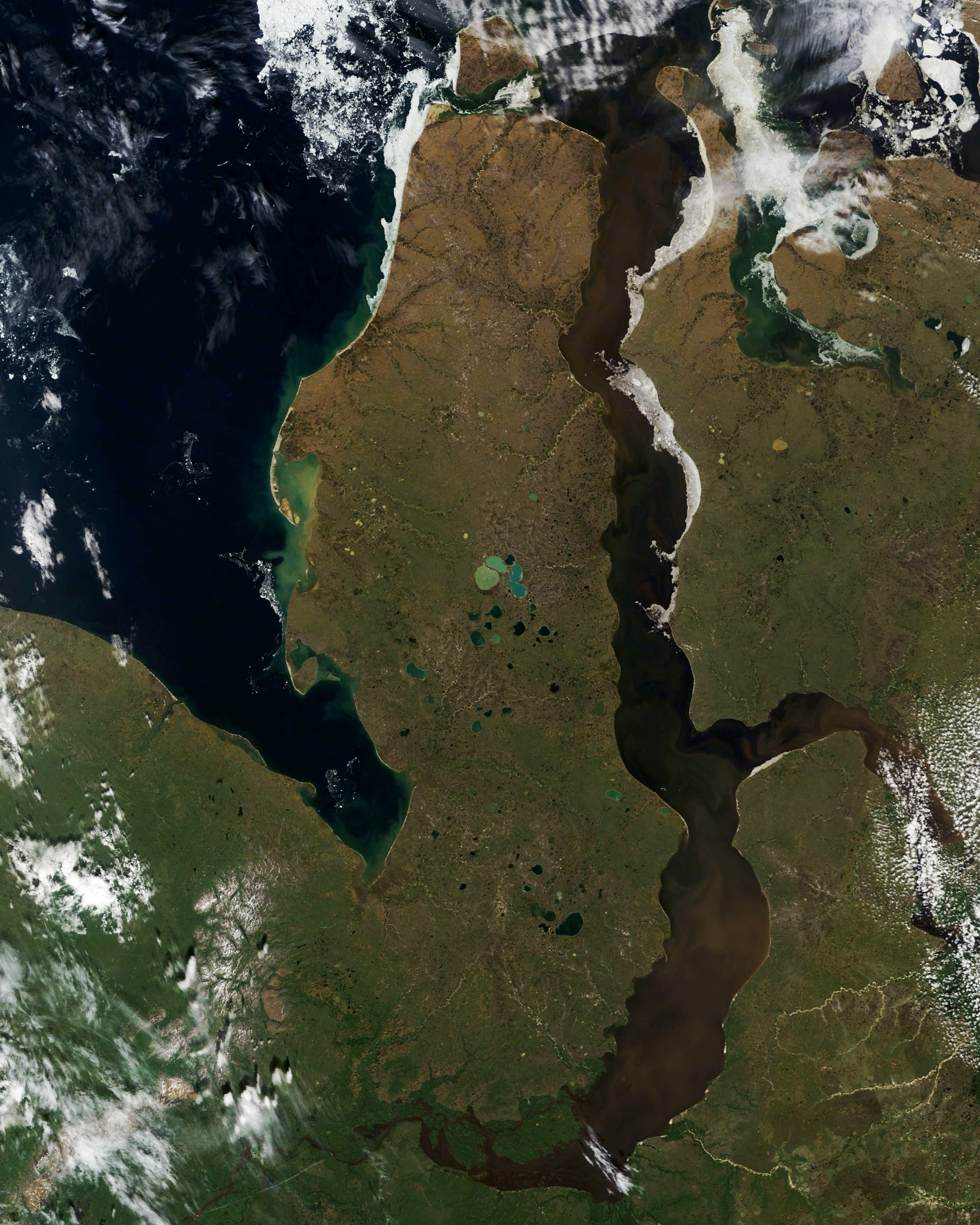
8 июля 2021

## Строительство
Строительство морского порта Сабетта, предназначенного для обеспечения перевалки углеводородного сырья Южно-Тамбейского газоконденсатного месторождения на Ямале и поставок природного газа, нефти и газового конденсата морским транспортом в страны Западной Европы, Северной и Южной Америки и страны Азиатско-Тихоокеанского региона осуществляется в соответствии с распоряжением правительства России от 13.07.2012 № 1259-р.
20 июля 2012 года состоялась торжественная закладка порта Сабетта, расположенного в 5 км к северо-востоку от одноименного посёлка. Строительство ведёт АО «Межрегионтрубопроводстрой».
Первые грузовые суда пришвартовались к причалу порта Сабетта в октябре 2013 года.
C 2019 по 2021 годы на терминале «Утренний», который является участком №2 морского порта Сабетта, проводились дноуглубительные работы, а с 2020 года осуществлялось строительство свайных ледозащитных сооружений в целях защиты акватории от дрейфующего льда, способного повредить причалы и суда. Протяжённость Северного ледозащитного сооружения составляет 1,3 км, Южного — 3,1 км. Всего в ходе указанных работ было извлечено 24 млн м³ грунта и установлено более 5000 наполненных бетоном трубных свай диаметром 1420—2520 мм длиной от 21,5 до 62,2 м. Общий вес металлоконструкций ледозащитного сооружения — более 165 тысяч тонн. Общий объём бетона для устройства верхнего строения ледозащитных сооружений — более 83 тыс. м³.
В мае 2023 года ФГУП «Гидрографическое предприятие» получило официальное разрешение на ввод в эксплуатацию объектов терминала сжиженного природного газа и стабильного газового конденсата «Утренний» в морском порту Сабетта.

## Работа
Порт строился в рамках проекта «Ямал СПГ». В порту построен завод СПГ. Первая очередь начала работу 5 декабря 2017 года. Грузооборот составлял 10,96 млн тонн. По итогам периода с января по сентябрь 2018 года он удвоился. Порт Сабетта стал одним из основополагающих компонентов в инвестиционном проекте «Ямал СПГ» и продолжил наращивать свои мощности.
В январе 2018 года атомный ледокол «50 лет Победы» взял под проводку из порта Сабетта арктический танкер-газовоз «Борис Вилькицкий», судно типа «YAMALMAX». В сопровождении ледокола Росатомфлота судно проследовало во французский порт Дюнкерк. После завершения проводки «Бориса Вилькицкого» атомный ледокол Росатомфлота провёл в порт Сабетта танкер-газовоз «Эдуард Толль», который вошёл в полярные воды в Беринговом море, прошёл траверз мыса Дежнёва и вышел на трассу Северного морского пути. После 17 дней транзитного перехода танкера-газовоза через четыре моря судно благополучно прибыло в акваторию Обской губы в районе острова Белый, где его взял под проводку атомоход «50 лет Победы» для дальнейшего следования по морскому каналу до внешнего рейда морского порта Сабетта. Впервые в истории транспортное судно осуществило самостоятельный переход по Северному морскому пути в период зимней навигации с востока на запад без ледокольного сопровождения.
Ямальский порт Сабетта, самый молодой морской порт России, океанский экспортный терминал проекта «Ямал-СПГ», стал абсолютным лидером по росту грузооборота среди морских портов России. По итогам 2017 года порт Сабетта, начавший в декабре экспортные поставки сжиженного природного газа, нарастил перевалку на 280,7 % по отношению к 2016 году (с 2,845 млн тонн до 7,987 млн тонн).

## Показатели деятельности
| Порт Сабетта | Порт Сабетта       | Порт Сабетта    |
| Год          | Грузооборот, млн т | Обслужено судов |
| ------------ | ------------------ | --------------- |
| 2013         |                    |                 |
| 2014         | 0,186              |                 |
| 2015         | 0,538              |                 |
| 2016         | 2,84               |                 |
| 2017         | 7,99               |                 |
| 2018         | 9                  | 155             |
| 2019         | 19,5               | 300             |
| 2020         | 27,8               |                 |
| 2021         | 27,9               |                 |
| 2022         | 28,4               |                 |
| 2023         | 27,8               |                 |
| 2024         | 29,2               |                 |

## Железнодорожные подходы
Начиная с 2012 года высказывались идеи о том, чтобы продлить железнодорожные пути до порта Сабетта от станции Бованенково .  30 декабря 2015 года было заключено соглашение о государственно-частном партнёрстве между правительством ЯНАО и ООО «ВИС ТрансСтрой», по условиям которого предполагалось проектирование и строительство железной дороги Бованенково-Сабетта в течение 36 месяцев за счёт собственных и заёмных средств группы «ВИС». Тем не менее, к 2019 году строительные работы не начались, а само соглашение вскоре было расторгнуто в одностороннем порядке по инициативе властей округа, с обязательством выплаты денежной компенсации частному партнёру в размере почти 1 млрд. рублей. Официальной причиной был назван переход проекта на федеральный уровень, тогда же он получил название «Северный широтный ход-2». Однако с того времени несмотря на неоднократные заявления, в том числе президента, о большой важности проекта сроки строительства регулярно переносились, а предполагаемые затраты росли. На данный момент прокладывание «Северного широтного хода», скорее всего, будет отложено до 2027 года в силу нынешнего недостатка источников финансирования.

## Терминалы
Общее количество причалов — 11.
Основные операторы морских терминалов:
- Ямал СПГ — 8
- Газпромнефть-Ямал — Выносное причальное устройство башенного типа у мыса Каменный (Арктический терминал круглогодичной отгрузки нефти (АТКОН))
- Арктик СПГ 2 — 3 на пирсе Салмановского нефтегазоконденсатного месторождения (Терминал сжиженного природного газа и стабильного газового конденсата «Утренний»)

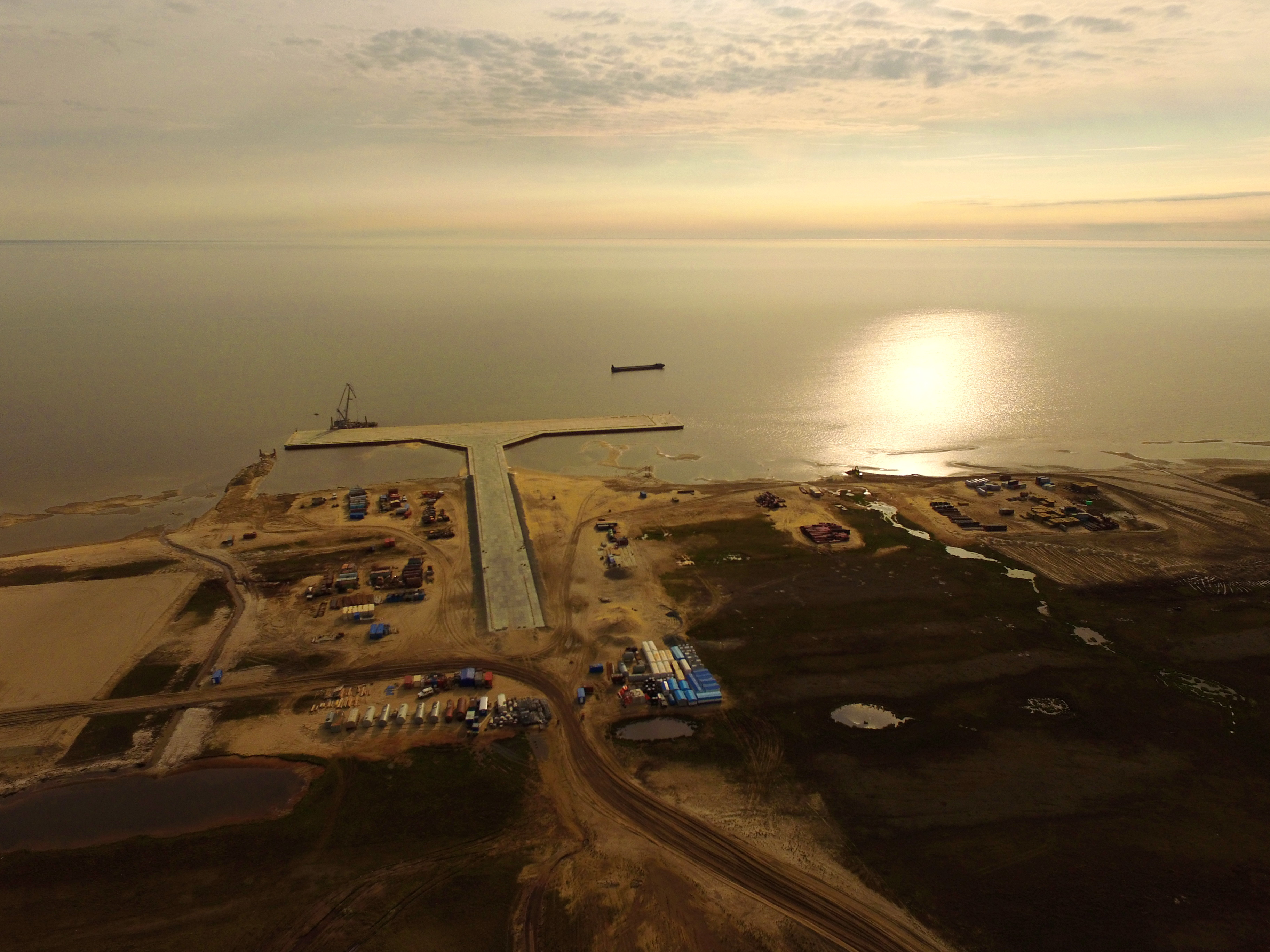